# Tenzing Norgay Trainor
Tenzing Norgay Trainor (* 4. September 2001 in Plantation, Florida) ist ein US-amerikanischer Schauspieler, Synchronsprecher und ehemaliger Kinderdarsteller. Er ist der Enkelsohn von Tenzing Norgay, der zusammen mit dem Neuseeländer Edmund Hillary als erster den Mount Everest bestieg.

## Leben
Tenzing Norgay Trainor wurde am 4. September 2001 in der Stadt Plantation im US-Bundesstaat Florida geboren. Zur Schauspielerei fand er nach dem Besuch eines Schauspielcamps und kam ab dem Jahre 2012 zu ersten nennenswerten Einsätzen im Film- und Fernsehbereich. Dabei hatte er in diesem Jahr Auftritte in jeweils einer Episode von The Jadagrace Show und Stevie TV. Zu seinem eigentlichen Durchbruch kam er im darauffolgenden Jahr, als er in die Rolle des Parker Rooney in die Disney-Serie Liv und Maddie gecastet wurde. In der Jugend-Sitcom spielte er das jüngste Familienmitglied neben Dove Cameron, die in beiden Titelrollen zu sehen war, Joey Bragg, Kali Rocha und Benjamin King.
Noch im gleichen Jahr hatte er weitere Serienauftritte in jeweils einer Folge von Meine Schwester Charlie und Disney Game On und wurde zudem an der Seite von Billy Unger oder Sammi Hanratty in der christlichen Kinderbuchverfilmung Das verschollene Medaillon – Die Abenteuer von Billy Stone eingesetzt. Einen weiteren Filmauftritt konnte er in diesem Jahr mit Super Buddies verzeichnen, wo er dem Hund Buddha seine Stimme lieh. In der deutschsprachigen Synchronfassung der bereits genannten Serie Meine Schwester Charlie wurde ihm hingegen von Till Flechtner die Stimme geliehen. In seiner Rolle als Parker Rooney sah man ihn auch in der 26. Episode der dritten Staffel von Jessie, einer Crossover-Episode.
Im Oktober 2015 und im Januar 2016 war er unter anderem mit Mekai Curtis (von Kirby Buckets) in zwei Werbespots zur neuen Playmation-Reihe, dem Marvel’s The Avengers Starter Pack, zu sehen.

## Filmografie
Filmauftritte (auch Kurzauftritte)
- 2013: Das verschollene Medaillon – Die Abenteuer von Billy Stone (The Lost Medallion: The Adventures of Billy Stone)
- 2013: Super Buddies (Sprechrolle)
- 2019: Everest – Ein Yeti will hoch hinaus (Synchronrolle | Jin)

Serienauftritte (auch Gast- und Kurzauftritte)
- 2012: The Jadagrace Show (1 Episode)
- 2012: Stevie TV (1 Episode)
- 2013–2017: Liv und Maddie (Liv and Maddie)
- 2013: Meine Schwester Charlie (Good Luck Charlie) (1 Episode)
- 2013: Disney Game On (1 Episode)
- 2014: Jessie (1 Episode)
- 2018: Knight Squad (1 Episode)
- 2019: Modern Family (1 Episode)
- 2022: Boo, Bitch (8 Episoden)